# Choi Heung-chul
Choi Heung-chul (* 3. Dezember 1981 in Muju) ist ein südkoreanischer Skispringer.

## Werdegang
Choi begann seine internationale Karriere 1996 im Continental Cup. Nach guten Leistungen konnte er sich in Engelberg Ende 1997 erstmals für ein Weltcupspringen qualifizieren und holte als 25. auf Anhieb Weltcuppunkte. Bei den Olympischen Winterspielen 1998 in Nagano belegte er von der Normalschanze den 46. und von der Großschanze den 40. Platz. Im nächsten Jahr schaffte er bei den Nordischen Ski-WM 1999 in Ramsau von der Großschanze den 66. und von der Normalschanze den 61. Platz. Nach weiteren guten Leistungen im Weltcup erreichte er bei der Skiflug-WM in Vikersund den 43. Platz. Wenige Tage später erreichte er im US-amerikanischen Iron Mountain mit dem elften Platz sein bis heute bestes Weltcupergebnis bei einem Einzelwettbewerb (Stand: November 2024). Dann wurde er etwas schwächer und holte erst wieder Anfang 2001 in Hakuba als 28. Weltcuppunkte. Choi nahm an der Nordischen Ski-WM 2001 in Lahti teil. Nachdem er von der Großschanze nur 48. wurde belegte er von der Normalschanze den 24. Platz. Bei den Olympischen Winterspielen 2002 in Salt Lake City erreichte er auf der Großschanze mit dem Team Platz acht. Wenige Tage später gewann er ein Continental-Cup-Springen in Schönwald. Nach einem 21. Platz bei den Skiflug-Weltmeisterschaften 2002 in Harrachov und einem Continental-Cup-Sieg in Calgary verschlechterte er seine Leistung deutlich.
In der Saison 2002/03 konnte er sich nur für zwei Springen qualifizieren. Hier belegte Choi nur die Plätze 48 und 50. Auch im Continental Cup holte er in diesem Winter keine Punkte und bei den Nordischen Skiweltmeisterschaften 2003 im Val di Fiemme konnte er sich nur von der Großschanze qualifizieren und wurde 49. Deswegen startete er in der nächsten Saison häufig nur im Continental Cup und belegte am Ende mit 32 Punkten den 90. Platz der Gesamtwertung. Im Weltcup qualifizierte er sich nur in Willingen und wurde 48. Bei der Skiflug-WM in Planica wurde Choi 50. von 54 Springern. Im nächsten Sommer wurde er wieder besser. Chois bestes Ergebnis im Sommer 2004 war ein 31. Platz in Hinterzarten. Im nächsten Winter sprang er zunächst nur im Continental Cup. Allerdings gewann er nur einmal als 17. Punkte. Bei der Universiade in Innsbruck belegte Choi die Plätze elf und 14. In Titisee-Neustadt war er wieder bei einem Weltcup am Start wurde nach abgesagter Quali aber nur 60.
Beim Continental Cup in Lauscha sprang er als Dritter wieder aufs Podest. Nach einem 20. Platz am Folgetag wurde er Anfang Februar in Sapporo wieder für den Weltcup nominiert. Nach einem 34. Platz am ersten Tag als 22. am nächsten erstmals seit 2 Jahren wieder Weltcuppunkte. Choi nahm an der Nordischen Ski-WM 2005 in Oberstdorf teil. Nach dem 43. Platz im Einzel von der Normalschanze wurde er im Team von derselben Schanze Zehnter und von der Großschanze 13. Im Sommer gewann er in Courchevel als 21. Punkte. In den nächsten 2 Jahren sprang er meistens im Weltcup. Während er in der Saison 2005/06 ohne Punkte blieb, holte er in der Saison 2006/07 10 und in der Saison 2007/08 6 Punkte. Bei Großereignissen erreichte er in dieser Zeit folgende Ergebnisse: 47. von der Normalschanze und 13. im Team bei den Olympischen Winterspielen 2006 in Pragelato, 28. von der Normalschanze bei den Nordischen Skiweltmeisterschaften 2007 in Sapporo.
Beim Sommer-Grand-Prix 2008 holte er bei jedem Springen, an dem er teilnahm, Punkte. Am Ende wurde er mit 57 Punkten 42. in der Gesamtwertung. Mit einer persönlichen Bestweite von 207,5 Metern, aufgestellt in Planica am 14. März 2008, ist er südkoreanischer Rekordhalter im Skifliegen und der bisher einzige Südkoreaner, der die Marke von 200 m überflog (Stand: April 2024).
Doch die nächste Saison wurde die bisher schlechteste seiner Karriere. Er konnte sich für kein einziges Weltcupspringen qualifizieren und erreichte auch im Continental Cup nur mittelmäßige Ergebnisse. Am 14. Januar sprang er erstmals nur noch im FIS Cup und wurde lediglich Neunter von 17 Springern. Das Springen war in Harbin. Lichtblick war die Universiade, die auch im chinesischen Harbin stattfand. Hier wurde Choi Neunter von der Normal- und Dritter von der Großschanze. Mit dem Team gewann er Gold.
Im Sommer gewann er einen FIS Cup in Villach. Es war das zweite FIS-Cup-Springen in seiner Karriere, bei dem er antrat. Im Sommer-Grand-Prix qualifizierte er sich immer und punktete auch als 15. und 30. in Hakuba. In der nächsten Saison konnte Choi sich auch mehrmals qualifizieren, blieb aber ohne Punkte. Bei den Olympischen Winterspielen 2010 in Vancouver schied Choi als 48. von der Normalschanze und als 49. auf der Großschanze jeweils nach dem ersten Durchgang aus.

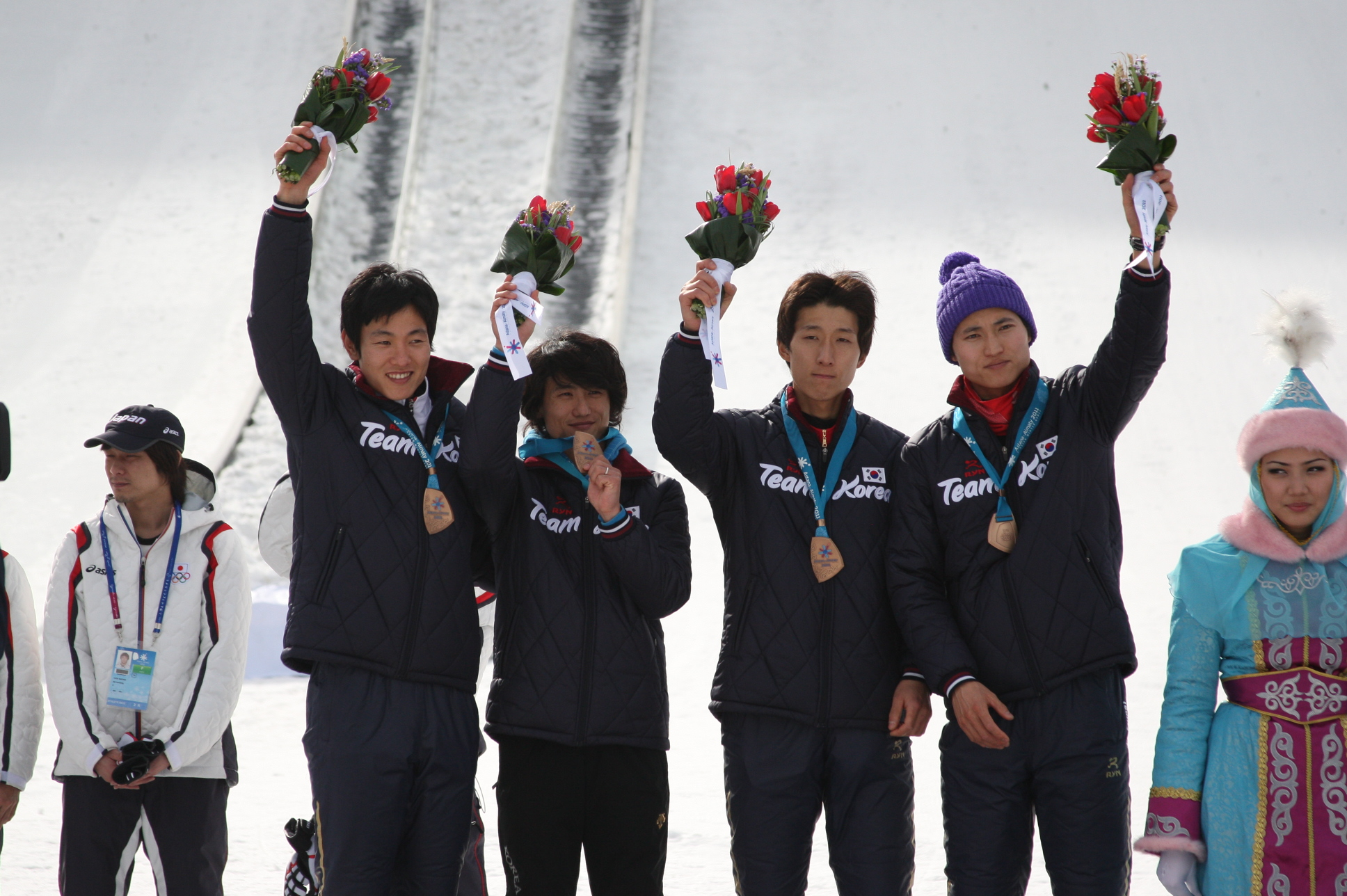
Choi (links) auf dem Podest der Asienspiele 2011

Seitdem zeigte er wieder gute Leistungen. Im Sommer 2010 qualifizierte er sich immer, gewann auch bei vier der sechs Wettkämpfe, bei denen er antrat, Punkte. Das beste waren zwei zwölfte Plätze in Einsiedeln und Hakuba. Am Ende holte er 54 Punkte und belegte den 34. Platz der Gesamtwertung. Dies war sein bestes Ergebnis in der Sommer-Gesamtwertung überhaupt. In Engelberg konnte er sich im Winter für alle Springen qualifizieren und belegte die Plätze 29, 37 und 28. Bei der Vierschanzentournee hingegen verpasste er in Oberstdorf und Garmisch-Partenkirchen die Qualifikation. Bei den Winter-Asienspielen 2011 im kasachischen Almaty gewann er mit der koreanischen Equipe die Bronzemedaille im Mannschaftsspringen.
Ab der Saison 2011/12 wurden seine Leistungen wieder schlechter. Im Sommer 2011 erreichte er nur einen Grand-Prix-Punkt als 30. in Einsiedeln. Im Weltcup 2011/12 überstand er bei keinem Einzelspringen die Qualifikation. Im Sommer 2012 kam er auf drei Grand-Prix-Punkte, die er als 28. in Hakuba holte. Im Weltcup 2012/13 startete er wieder bei drei Einzelspringen, kam dabei aber nicht über Rang 44 im Rahmen der Vierschanzentournee in Oberstdorf hinaus. Beim Sommer-Grand-Prix 2013 erreichte er mit den Plätzen 27 und 22 in Almaty insgesamt 13 Punkte. Im darauffolgenden Winter qualifizierte er sich zum wiederholten Male nicht für ein Einzelspringen im Weltcup. Bei den Olympischen Winterspielen 2014 in Sotschi konnte er sich hingegen für beide Einzelwettbewerbe qualifizieren, schied dann aber als 43. auf der Normalschanze und als 44. auf der Großschanze nach dem ersten Durchgang aus. Mit der südkoreanischen Mannschaft belegte er den elften Rang auf der Großschanze.
In den Saisons 2014/15, 2015/16 und 2016/17 gelang es Choi weder im Weltcup, noch im Grand Prix, noch im Continental Cup, in die Punkteränge zu springen. In diesen drei Jahren kam er nicht über Platz 47 im Weltcup, Platz 35 im Grand Prix und Platz 32 im Continental Cup hinaus. Im Weltcup und im Grand Prix scheiterte er zudem meist in der Qualifikation. Auch bei den Nordischen Skiweltmeisterschaften 2015 in Falun überstand er weder auf der Normalschanze noch auf der Großschanze die Qualifikation. Mit der südkoreanischen Mannschaft belegte er den elften Rang. Die Skiflug-Weltmeisterschaft 2016 am Kulm beendete er als 40. im Einzel. Ein Achtungserfolg gelang ihm am 23. Januar 2016, als er in Pyeongchang sein zweites FIS-Cup-Springen gewann. Bei den Winter-Asienspielen 2017 im japanischen Sapporo belegte er in den Einzelwettbewerben die Plätze elf auf der Normalschanze und acht auf der Großschanze. Im Mannschaftswettbewerb konnte er den Erfolg von 2011 wiederholen und holte zusammen mit Lee Ju-chan, Kim Hyun-ki und Choi Seou die Bronzemedaille.
Im Sommer 2017 konnte Choi erneut keine Grand-Prix-Punkte holen. Im Weltcup 2017/18 startete er nur in Wisła und in Engelberg in der Qualifikation. Den Wettbewerb erreichte er aber in keinem Springen. Am 20. Januar 2018 erreichte er bei zwei Continental-Cup-Springen in Erzurum zum ersten Mal seit August 2013 wieder die Punkteränge im COC. Er belegte an diesem Tag die Plätze 28 und 29. Auch eine Woche später konnte er in Sapporo als 24. erneut Punkte holen. Er erreichte somit zwölf COC-Punkte in der Saison 2017/18 und landete damit auf Rang 136 der Gesamtwertung. Bei den Olympischen Winterspielen 2018 in Pyeongchang in seinem Heimatland startete Choi nur im Mannschaftswettbewerb auf der Großschanze. Südkorea hatte nur zwei Startplätze für die Einzelwettbewerbe, durfte aber als Gastgeber mit einer Mannschaft im Teamspringen teilnehmen. Dabei belegte die südkoreanischen Mannschaft den zwölften und damit letzten Rang.
Beim Continental-Cup-Springen in Schtschutschinsk im Juli 2019 erreichte Choi zum ersten Mal seit mehr als vierzehn Jahren das Podest.

## Erfolge

### Continental-Cup-Siege im Einzel
| Nr. | Datum              | Ort       | Typ           |
| --- | ------------------ | --------- | ------------- |
| 1.  | 3. März 2002       | Schönwald | Normalschanze |
| 2.  | 22. September 2002 | Calgary   | Normalschanze |

## Statistik

### Weltcup-Platzierungen
| Saison  | Platz | Punkte |
| ------- | ----- | ------ |
| 1997/98 | 82.   | 06     |
| 1999/00 | 45.   | 46     |
| 2000/01 | 76.   | 03     |
| 2001/02 | 77.   | 05     |
| 2004/05 | 75.   | 09     |
| 2006/07 | 74.   | 10     |
| 2007/08 | 76.   | 06     |
| 2010/11 | 71.   | 05     |

### Grand-Prix-Platzierungen
| Saison | Platz | Punkte |
| ------ | ----- | ------ |
| 1998   | 45.   | 08     |
| 1999   | 51.   | 03     |
| 2001   | 43.   | 22     |
| 2005   | 57.   | 10     |
| 2007   | 65.   | 14     |
| 2008   | 42.   | 57     |
| 2009   | 50.   | 27     |
| 2010   | 34.   | 54     |
| 2011   | 88.   | 01     |
| 2012   | 79.   | 03     |
| 2013   | 71.   | 13     |

### Continental-Cup-Platzierungen
| Saison  | Platz | Punkte |
| ------- | ----- | ------ |
| 1996/97 | 030.  | 315    |
| 1997/98 | 180.  | 036    |
| 1998/99 | 168.  | 040    |
| 1999/00 | 116.  | 097    |
| 2000/01 | 180.  | 024    |
| 2001/02 | 029.  | 312    |
| 2002/03 | 053.  | 167    |
| 2003/04 | 068.  | 111    |
| 2004/05 | 061.  | 126    |
| 2005/06 | 126.  | 031    |
| 2007/08 | 075.  | 093    |
| 2008/09 | 059.  | 163    |
| 2009/10 | 070.  | 105    |
| 2010/11 | 073.  | 140    |
| 2011/12 | 146.  | 006    |
| 2012/13 | 128.  | 032    |
| 2013/14 | 153.  | 009    |
| 2017/18 | 136.  | 012    |
| 2018/19 | 137.  | 005    |
| 2019/20 | 069.  | 092    |